# 橋口寛
 橋口 寛（はしぐち ひろし、1924年（大正13年）7月15日 - 1945年（昭和20年）8月18日）は、日本の海軍軍人。海兵72期。太平洋戦争の末期、人間魚雷「回天」の搭乗員となるが出撃する機会を得ず、終戦後自決した。最終階級は海軍大尉。 

## 来歴
1924年（大正13年）7月15日に鹿児島県鹿児島市上荒田町にて、橋口盛秀の長男として生まれる。荒田尋常高等小学校から旧制鹿児島県立第二鹿児島中学校へ進学したが、1941年（昭和16年）12月8日の真珠湾攻撃によって太平洋戦争が開戦すると、橋口が通っていた学校でも例外なく軍事教練が厳しさを増していった。国の存亡を決定づける大戦を感じていた成績優秀な橋口は、迷うことなく卒業後に海軍兵学校（72期）への進学を決断した。1943年（昭和18年）9月15日に海軍兵学校を卒業すると、同年12月に軽巡洋艦「五十鈴」へ乗り組み、砲術士兼衛兵副司令として勤務する。
その後、1944年（昭和19年）3月中旬に重巡洋艦「摩耶」へ乗り組んで勤務を続けると、同年8月に海軍潜水学校普通科学生へ対する発令が行われ、同年9月4日に人間魚雷「回天」の搭乗員に第一特別基地隊大迫基地に着任、「回天」搭乗員として出撃までの時間を訓練にて過ごす。その後、「回天」を創案した仁科関夫中尉が滞在する大津島基地への異動を命じられ、同年10月30日に大津島基地へ入る。
その後、同年11月に光基地へ転属すると、「回天」の訓練中に殉職した搭乗員の合同慰霊祭が行われ、橋口は三好守大尉の遺影を抱いた。さらに平生基地へ転属するが、「回天」特別攻撃隊員として出撃を嘆願するも、後進の指導のために教官として基地に残された。同期は出撃直前、または既に出撃し、戦死していた者もおり、死に遅れる思いで歯を食いしばりながら後進の指導に当たり、出撃日を待ちながら遺書を書いた。
1945年（昭和20年）8月11日にようやく「回天」特別攻撃隊神州隊長として「伊-36潜水艦」とともに出撃したところ、瀬戸内海付近でアメリカ戦闘機の銃撃に遭遇し、「伊-36潜水艦」は損傷を受けた。その修理のために呉へ引き返して修理を開始、神州隊は同年8月20日頃の再出撃を予定していたが、同年8月15日正午に終戦、神州隊の特攻出撃は叶わなかった。他の戦友に完全に死に遅れた橋口は、8月16日になって「回天」特別攻撃隊神州隊として日本海方面へ出撃を試みるが、日付が8月18日に変わった直後に橋口の出撃を知った海軍上層部から帰還命令を受け、平生基地へ帰還した。自らも特攻・戦死によって戦友の元へ向かいたかった橋口は、国体護持の大任を果たせなかった「敗戦」という事実の前に責任を感じ、以下の遺書と辞世の句を書いた。
これらの遺書と辞世の句を書き終えた同日午前3時、自身が乗艇していく予定だった「回天」に真っ白な第二種軍装で乗艇し、操縦席に座った後に拳銃で自身の胸を撃ち抜き、自決した。享年21。